# Eugenia Umińska

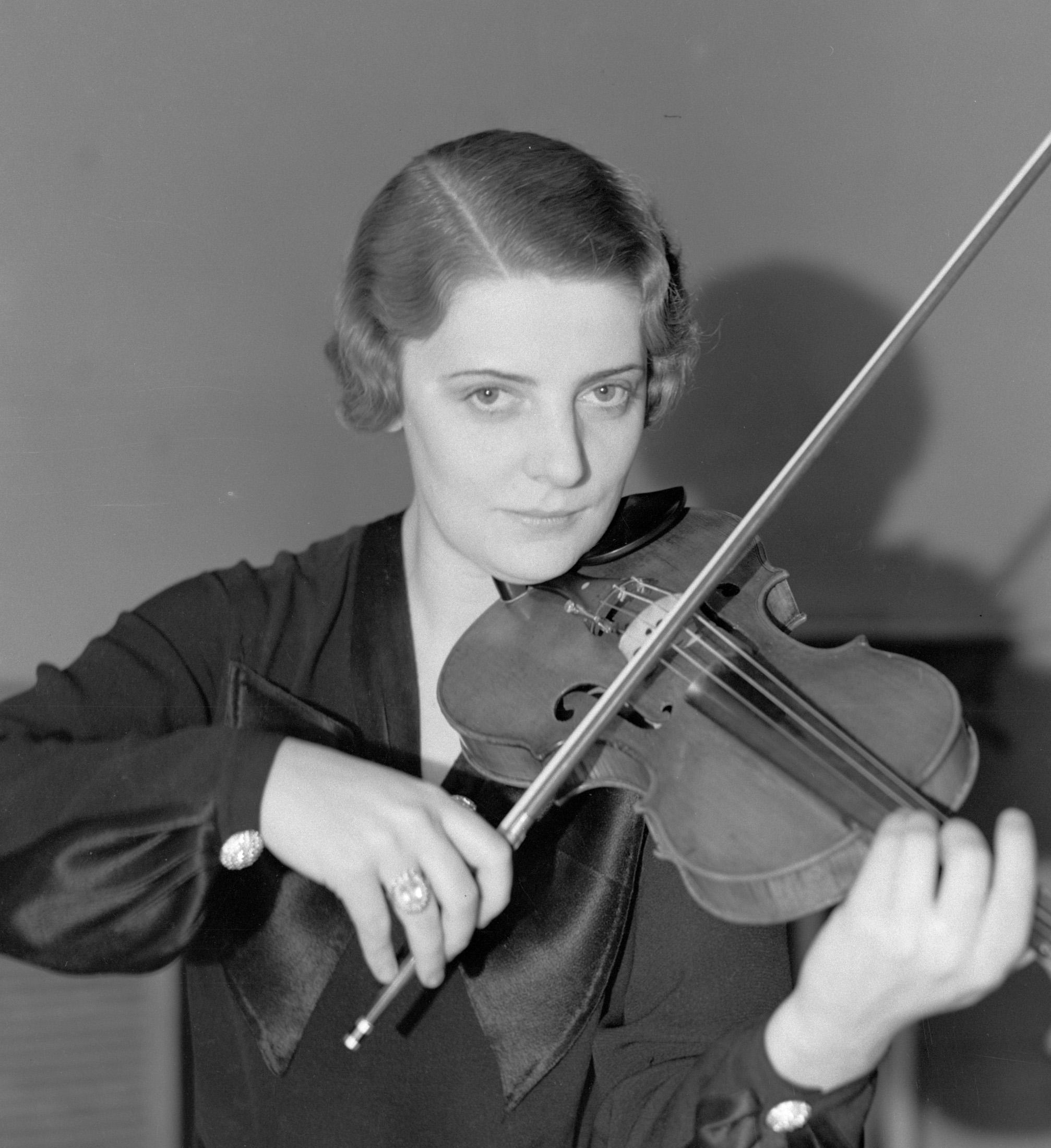
Eugenia Umińska w 1934

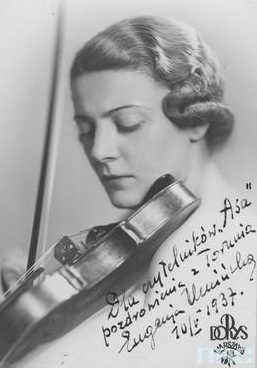
Artystka w 1937

Eugenia Umińska-Goldi (ur. 4 października 1910 w Warszawie, zm. 20 listopada 1980 w Krakowie) – polska skrzypaczka.

## Życiorys

### Dzieciństwo i wykształcenie
Urodziła się w rodzinie Teodora Piotra Józefa Umińskiego h. Cholewa (1875–1944), radcy w Ministerstwie Komunikacji, i Stanisławy z Czeczottów h. Ostoja (1869–1928), nauczycielki muzyki. Naukę gry na skrzypcach rozpoczęła w wieku 4 lat. Jako dziesięciolatka została studentką Konserwatorium Warszawskiego w klasie Józefa Jarzębskiego. W 1926 zdała maturę w Gimnazjum im. Klementyny z Tańskich Hoffmanowej. Rok później uzyskała dyplom z odznaczeniem w Konserwatorium Warszawskim. Podjęła pracę w orkiestrze Polskiego Radia oraz jako I skrzypek w Kwartecie Warszawskiego Towarzystwa Muzycznego. W latach 1928–1932 studiowała za granicą jako stypendystka Ministerstwa Wyznań Religijnych i Oświecenia Publicznego u Ottokara Ševčíka w Czechosłowacji, następnie jako stypendystka Polskiego Radia u George Enescu w Paryżu.

### Początki kariery
W latach 1932–1934 była koncertmistrzem Orkiestry Polskiego Radia w Warszawie. Wówczas rozpoczęła się jej międzynarodowa kariera solistyczna.
W latach 1934–1939 brała udział w niemal 100 koncertach w ramach działalności Organizacji Ruchu Muzycznego przy Towarzystwie Wydawnictw Muzyki Polskiej „ORMUZ”.

### Wojna
Do wybuchu II wojny światowej występowała z orkiestrami symfonicznymi we wszystkich niemal krajach Europy. Współpracowała z takimi muzykami jak: Karol Szymanowski, Grzegorz Fitelberg, Artur Rodziński, Walerian Bierdiajew, Clemens Krauss, Zygmunt Latoszewski, Zygmunt Dygat, Witold Małcużyński, Jerzy Lefeld, Ivor Newton, Maria Wiłkomirska, Janina Wysocka-Ochlewska, Szalewski, Jan Hoffman, Bolesław Woytowicz, Irena Dubiska, Kazimierz Wiłkomirski, Zofia Adamska.
Wojnę i okupację spędziła w Warszawie. Występowała przez trzy lata razem z Kazimierzem i Marią Wiłkomirskimi w Trio Wiłkomirskich w SiM-ie i w tzw. Kawiarni Woytowicza. W 1941 powstał Kwartet Umińskiej w składzie: E. Umińska, Henryk Trzonek, Kazimierz Wiłkomirski, Roman Padlewski. W 1943 podczas koncertu konspiracyjnego wykonała, wraz z Ireną Dubiską, Suitę na dwoje skrzypiec przez Grażynę Bacewicz. 21 maja tego samego roku Kwartet Umińskiej prawykonał w Kawiarni Woytowicza II Kwartet smyczkowy Bacewicz. Oba utwory zostały skomponowane w tym samym roku. Jeszcze wcześniej w tym samym miejscu i składzie odbyło się prawykonanie II Kwartetu Romana Padlewskiego.
Po odmowie grania dla Niemców w listopadzie 1943 ukrywała się i opuściła na krótko Warszawę. W tym czasie zrobiła szereg transkrypcji na skrzypce, m.in. 5 mazurków K. Szymanowskiego, które przepadły w powstaniu warszawskim. Po powrocie do Warszawy przeszła szkolenie sanitarnych służb pomocniczych Armii Krajowej. W jedenastym dniu powstania została złapana, uciekła jednak z transportu koło Pruszkowa. Do końca wojny mieszkała u przyjaciół pod Ostrowcem Świętokrzyskim.
Podczas wojny wyszła za mąż za Stefana Adama hr. Tarnowskiego h. Leliwa (1903–1976). W 1945 urodziła się ich córka Marta Helena Joanna, przyszła żona Pawła Taranczewskiego.

### Po wojnie

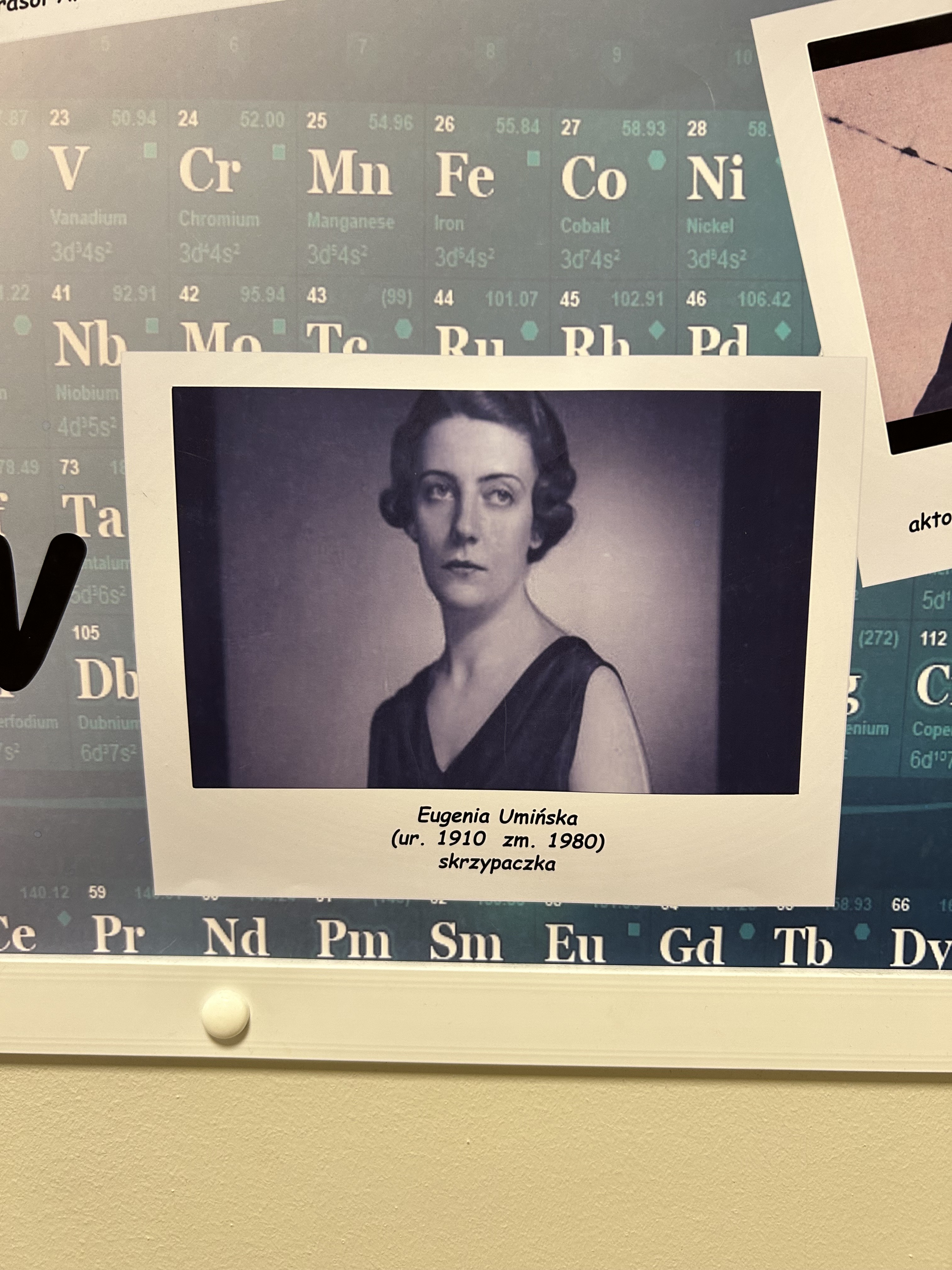
Eugenia Umińska na plakacie wykonanym przez uczniów IX LO im. Klementyny Hoffmanowej w Warszawie przedstawiającym absolwentów szkoły

W maju 1945 sprowadziła się do Krakowa. Została profesorką i rektorką Państwowej Wyższej Szkoły Muzycznej w Krakowie (1964–1966). Uczyła także w Podstawowej Szkole Muzycznej i w Liceum Muzycznym w Krakowie. Jej uczennicami były m.in.: Ewa Szubra-Jargoń, Jadwiga Kaliszewska, Kaja Danczowska, Teresa Głąbówna, Irena Bizoń, a uczniami m.in. Zdzisław Polonek, Roman Reiner, Wiesław Kwaśny i Robert Kabara. Koncertowała w Polsce i za granicą jako solistka oraz w zespołach kameralnych. Była edytorką ponad 100 pozycji literatury skrzypcowej oraz Narodowego Wydania „Dzieł Wszystkich” Karola Szymanowskiego w Polskim Wydawnictwie Muzycznym w Krakowie. Była członkinią Komitetu Redakcyjnego PWM, Towarzystwa im. Henryka Wieniawskiego, Stowarzyszenia Polskich Artystów Muzyków. Została uhonorowana wieloma nagrodami i odznaczeniami. Oceniając jej grę, Zygmunt Mycielski pisał w 1961: „Jej występ jest przeżyciem artystycznym nie tylko dlatego, że jej gra jest solidna, ale i dlatego, że odczuwamy to przeżycie artystyczne w niej samej. Odczuwamy, że występ jej jest nie tylko rezultatem pracy i przemyślenia wykonywanego utworu, ale jest ponadto przeżyciem estradowym, wynikiem jej odpowiedzialności i wzruszenia, które artysta musi odczuwać, gdy staje przed publicznością”.

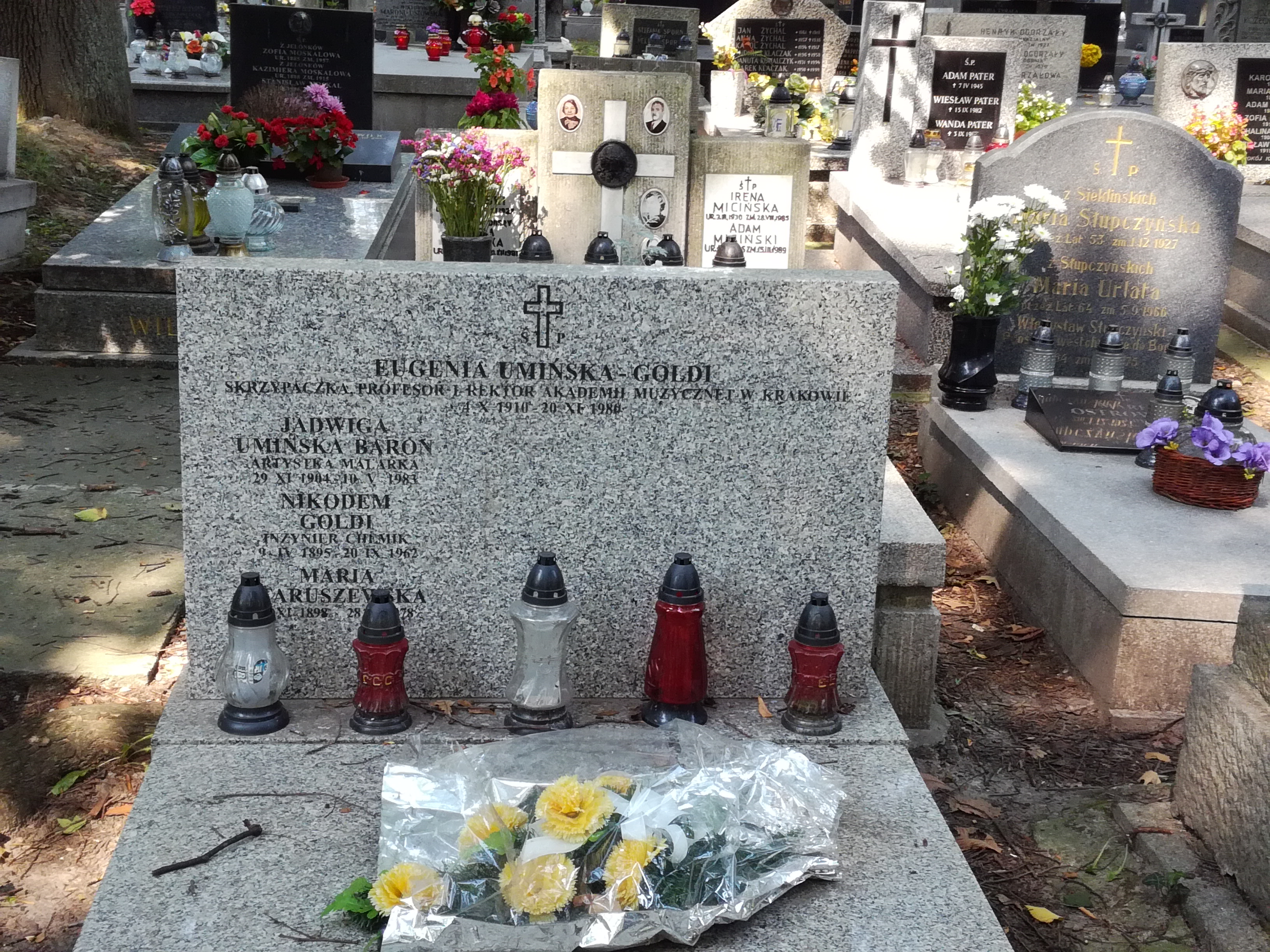
Grób Eugenii Umińskiej na cmentarzu Rakowickim

Była jurorką na międzynarodowych konkursach skrzypcowych: 
- „Praskie Jaro” w Pradze – 1949, 1973;
- im. Margeritte Long i Jacques Tibaud – 1960, 1962, 1963;
- im. J.Sibeliusa w Helsinkach – 1965, 1970;
- im. Paganiniego w Genui – 1973;
- im. J. Sigettiego w Budapeszcie – 1973;
- im. Vianna da Motta w Lizbonie – 1973;
- im. Królowej Elżbiety w Brukseli – 1971, 1976;
- im. H. Wieniawskiego w Poznaniu – skrzypcowy: 1952, 1957, 1962, 1967, 1972; lutniczy: 1962, 1967.

Zmarła w Krakowie, pochowana na cmentarzu Rakowickim (kwatera AA-wsch-8).

## Ordery i odznaczenia
- Order Sztandaru Pracy I klasy (1959)[9]
- Order Sztandaru Pracy II klasy (22 lipca 1949)[10]
- Odznaka tytułu honorowego „Zasłużony Nauczyciel PRL”[11]
- Odznaka Honorowa Miasta Poznania[11]
- Złota Odznaka „Za Pracę Społeczną dla miasta Krakowa” (1965)[12]

## Nagrody
- Nagroda Państwowa II stopnia za całość działalności artystycznej (1955)[13]
- Nagroda Ministra Kultury i Sztuki[11]
- Nagroda Miasta Krakowa (1960)[14]